# Nyayanga
Nyayanga è un sito archeologico preistorico che si trova sulla penisola di Homa, affacciata sul lago Vittoria, nella contea di Homa Bay in Kenya.

## Descrizione
Qui nel 2017 fu ritrovato  un grande molare di ominide, identificato come appartenente al genere Paranthropus; il reperto era stato ritrovato insieme a resti ossei di antichi ippopotami, ed ad un mucchio di pietre scheggiate, che la scopritrice Emma Finestone riconobbe come strumenti olduvaiani. La successiva datazione ha posto a 2,8 milioni di anni fa l'età dei reperti ritrovati (con una varianza tra 2,58 e 3,03 milioni di anni fa), i più antichi ad oggi riferibili all'Olduvaiano, anche se recenti studi di tipo predittivo, ritengono improbabile che il sito sia quello originario di irradiazione di questa facies culturale.
Gli scavi hanno poi portato alla luce altri reperti, a partire da un secondo dente, ossa di un'antica antilope che, come quelle dei due ippopotami, reca segni di macellazione, e diversi strumenti litici (ciottoli, raschiatoi, schegge) riconducivili all'olduvaiano, usati per lavorare alimenti, come piante, carne e midollo osseo. La circostanza ha portato gli studiosi a ipotizzare, che gli strumenti propri della tecnologia litica dell'olduvaiano potessero essere, se non prodotti, quantomeno utilizzati dai Paranthropus.